# Ḫalmašuit
Ḫalmašuit, hattisch Ḫanwašuit, war die hattisch-hethitische göttliche Personifikation des Thrones. Sie wurde nie anthropomorph dargestellt.
Die Kultstadt von Ḫalmašuit war Ḫarpiša. Anitta von Kaneš baute der Throngöttin allerdings auch in seiner Stadt einen Tempel und nahm sie als Schutzgöttin seiner Dynastie an.
Dem Mythos zufolge lebt die Throngöttin Halmašuit in den Bergen. Sie war die Schützerin des Königs, brachte ihm seine Verwaltung und seinen Reisewagen (ḫuluganni-Kutsche) von der See her mit. Beim purulliya-Fest instruiert sie „wohlwissende“ Weberinnen und  Weber, die die Königsfamilie rituell reinigten. Ihr Bote ist der Adler, durch den sie mit den Schicksalsgöttinnen Ištuštaya und Papaya kommuniziert, die den Lebensfaden des Königs spinnen.